# Бельфаи
Бельфаи́ (фр. Belfahy) — коммуна во Франции, находится в регионе Франш-Конте. Департамент — Верхняя Сона. Входит в состав кантона Мелизе. Округ коммуны — Люр.
Код INSEE коммуны — 70061.

## География
Коммуна расположена приблизительно в 350 км к востоку от Парижа, в 85 км северо-восточнее Безансона, в 50 км к северо-востоку от Везуля.
На юге коммуны протекает река Ревер-о-Шьен (фр. Revers aux Chiens). Больше половины территории коммуны покрыто лесами.

## Население
Население коммуны на 2010 год составляло 80 человек.
| 1962 | 1968 | 1975 | 1982 | 1990 | 1999 | 2010 |
| ---- | ---- | ---- | ---- | ---- | ---- | ---- |
| 128  | 114  | 90   | 74   | 70   | 65   | 80   |

## Экономика

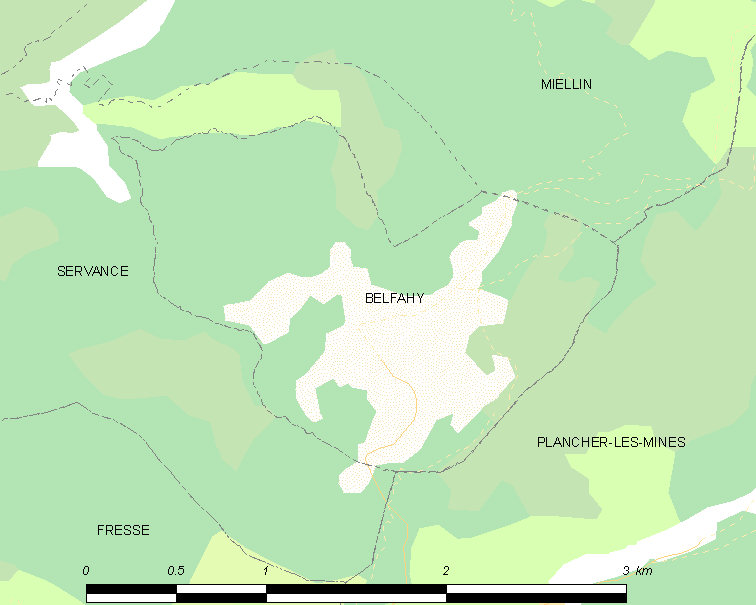
Карта коммуны

В 2010 году среди 48 человек трудоспособного возраста (15—64 лет) 32 были экономически активными, 16 — неактивными (показатель активности — 66,7 %, в 1999 году было 62,5 %). Из 32 активных жителей работали 29 человек (21 мужчина и 8 женщин), безработных было 3 (3 мужчины и 0 женщин). Среди 16 неактивных 2 человека были учениками или студентами, 5 — пенсионерами, 9 были неактивными по другим причинам.